# Друштво физичара Србије
Друштво физичара Србије српска је научно-стручна организација физичара, инжењера-физичара и осталих који се активно баве физичким наукама и наставом физике на свим нивоима. 

## Историјат
Друштво је 1. марта 1948. потпало под новооснованим Друштвом математичара и физичара Србије. Године 1962, ова научна организација променила је име у Друштво физичара, математичара и астронома Србије, а 1981. друштво се разделило на Друштво математичара Србије, Друштво астронома Србије и на Друштво физичара Србије. Засебно Друштво физичара Србије званично је основано 2. фебруара 1981. године. Промовише науку, научна истраживања, симпозијуме и конференције и помаже у изради наставног програма из физике за школе и задатке за такмичења.

## Председници
Извор:

### Друштво математичара и физичара
- Тадија Пејовић, математичар, 1948—1952.
- Драгољуб Марковић, математичар, 1952—1957.
- Сретен Шљивић, физичар, 1957—1962.

### Друштво математичара, физичара и астронома
- Милица Илић Дајовић, математичар, 1962—1967.
- Златко Мамузић, математичар, 1968—1969.
- Ђорђе Карапанџић, математичар, 1970—1971.
- Милица Илић Дајовић, математичар, 1972—1973.
- Ђорђе Карапанџић, математичар, 1974—1975.
- Војин Дајовић, математичар, 1976—1980.
- Душан Аднађевић, математичар, 1981.

### Друштво физичара
- Јарослав Лабат, 1981—1986.
- Владета Урошевић, 1986—1988.
- Звонко Марић, 1988—1995.
- Јован Константиновић, 1995—1998.
- Јарослав Лабат, 1998—2000.
- Илија Савић, 2000—2006.
- Мирослав Весковић, 2006—2008.
- Александар Белић, 2008—2010.
- Илија Савић, 2010—2011.
- Иван Дојчиновић, 2012—2020.
- Братислав Обрадовић 2020—

## Млади физичар
Млади физичар је часопис ДФС-а. Први број је изашао 1976. и од тада постоји укупно 114 бројева. У Mладом физичару налазе се задаци из физике, као и новости у свету физике од Хигсовог бозона до гравитационих таласа.

## Такмичења
Друштво физичара Србије учествује у приређивању такмичења, попут такмичења основних и средњих школа, Српске физичке олимпијаде, Турнира младих физичара, Међународне олимпијаде из физике (IPHo), Међународног турнира младих физичара (IYPT), Балканског турнира младих физичара и Европског турнира младих физичара.

## Подружнице
Подружнице ДФС-а се налазе у свим аутономним покрајнама и у већини градова и места Србије.